# 天使首ミハイル大聖堂 (アラスカ)

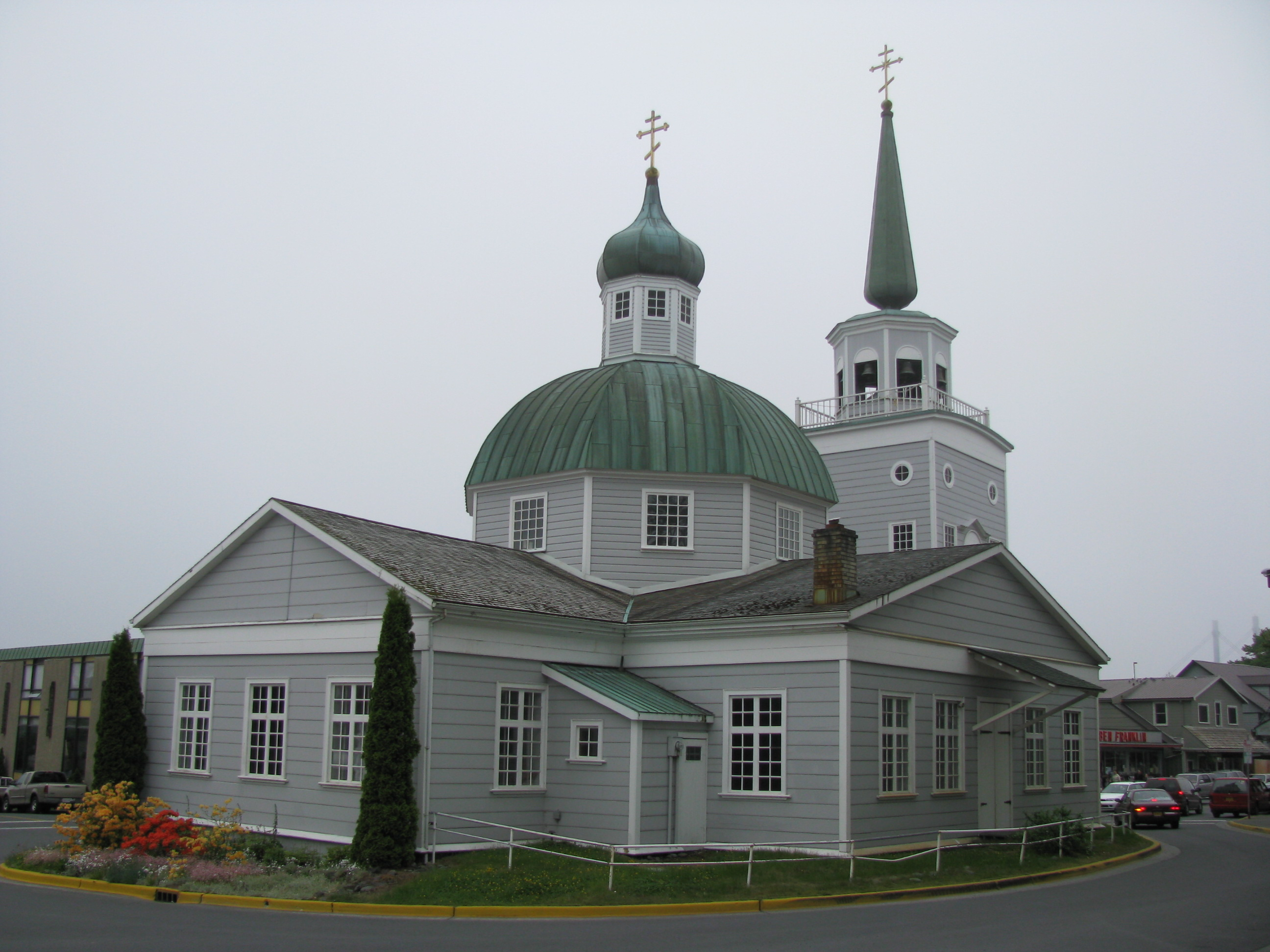
聖ミハイル大聖堂（2008年7月）

天使首ミハイル大聖堂（てんししゅミハイルだいせいどう、英語: Cathedral of St. Michael the Archangel、ロシア語: Собор Архангела Михаила）は、アメリカ正教会アラスカ主教区の大聖堂。アラスカ州シトカのLincoln and Matsoutoff通りにある。
アラスカの聖インノケンティにより、1848年に建立された。
1962年に北米におけるロシアの影響を顕著に示す物件としてアメリカ合衆国国定歴史建造物に指定された。
大聖堂は1966年に類焼のため全焼してしまったが、1976年に原型に忠実な形で再建された。

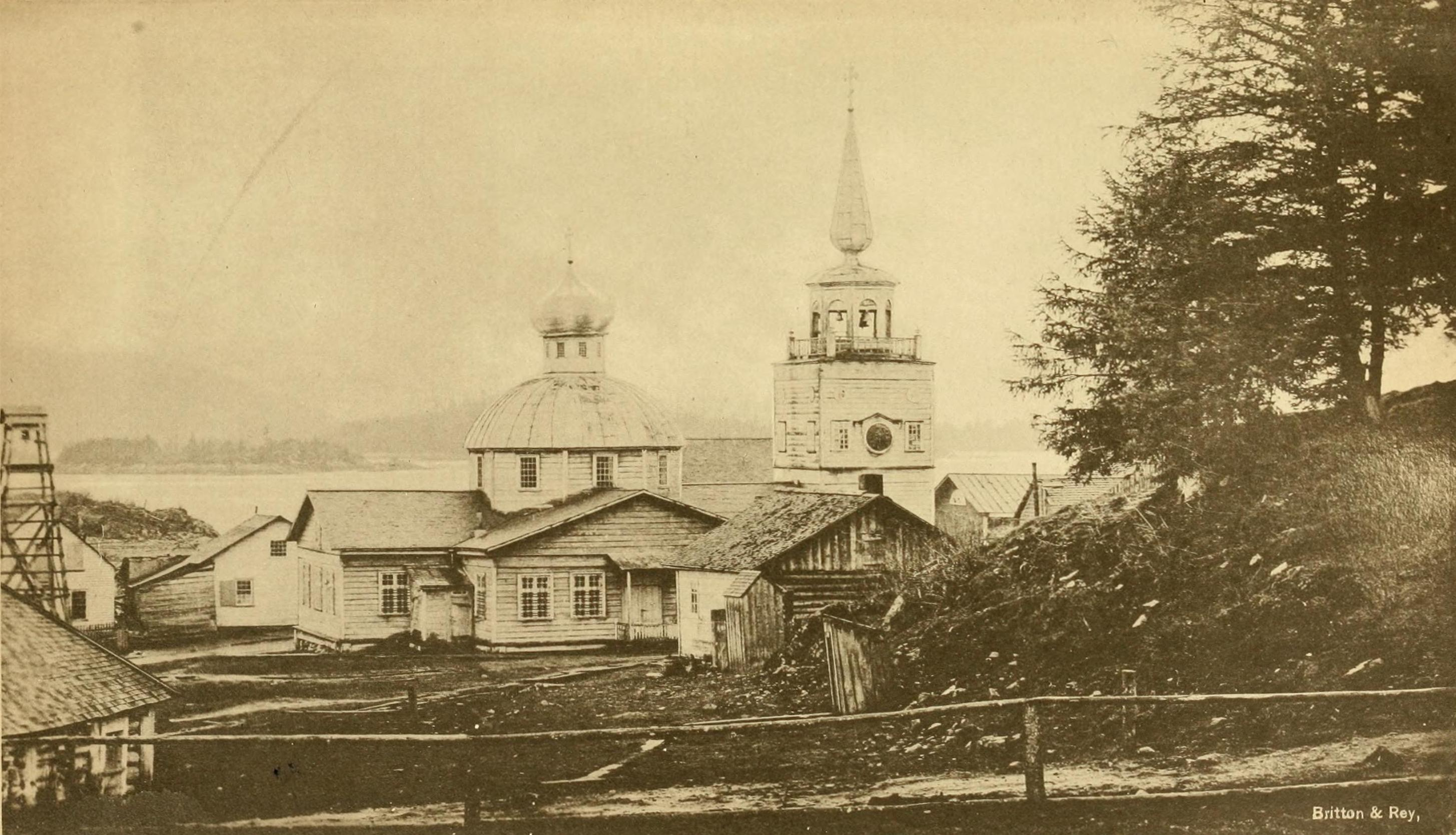
1880年代撮影
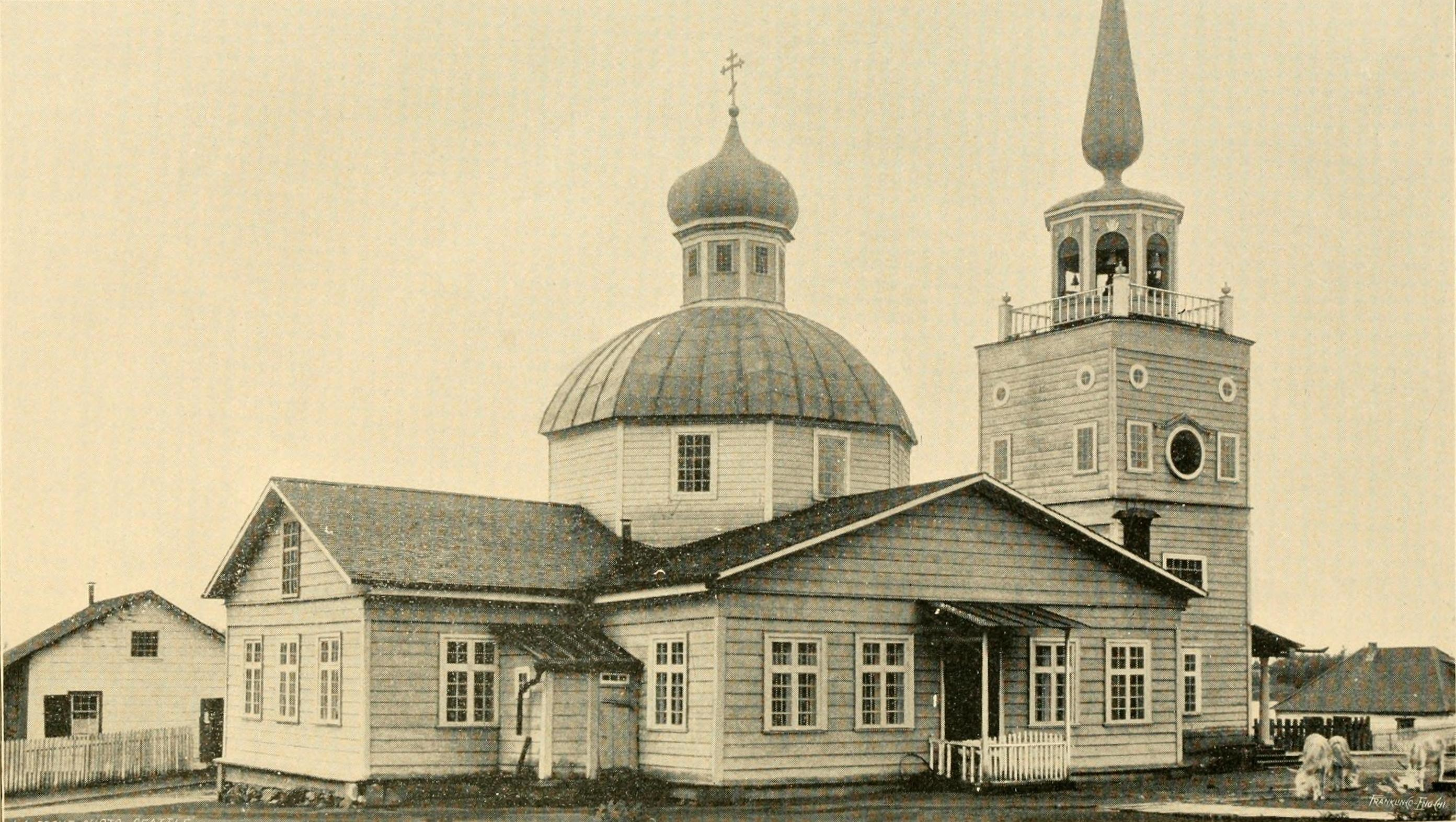
1895年撮影
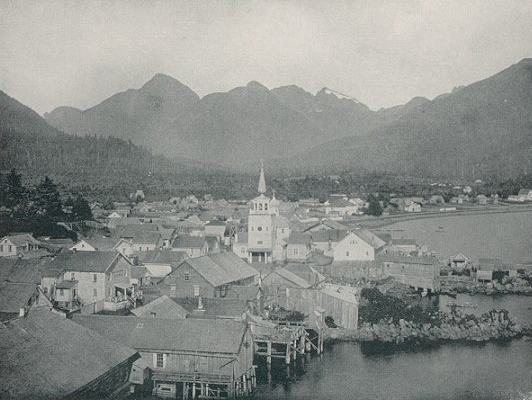
1891年撮影、街の中にある大聖堂
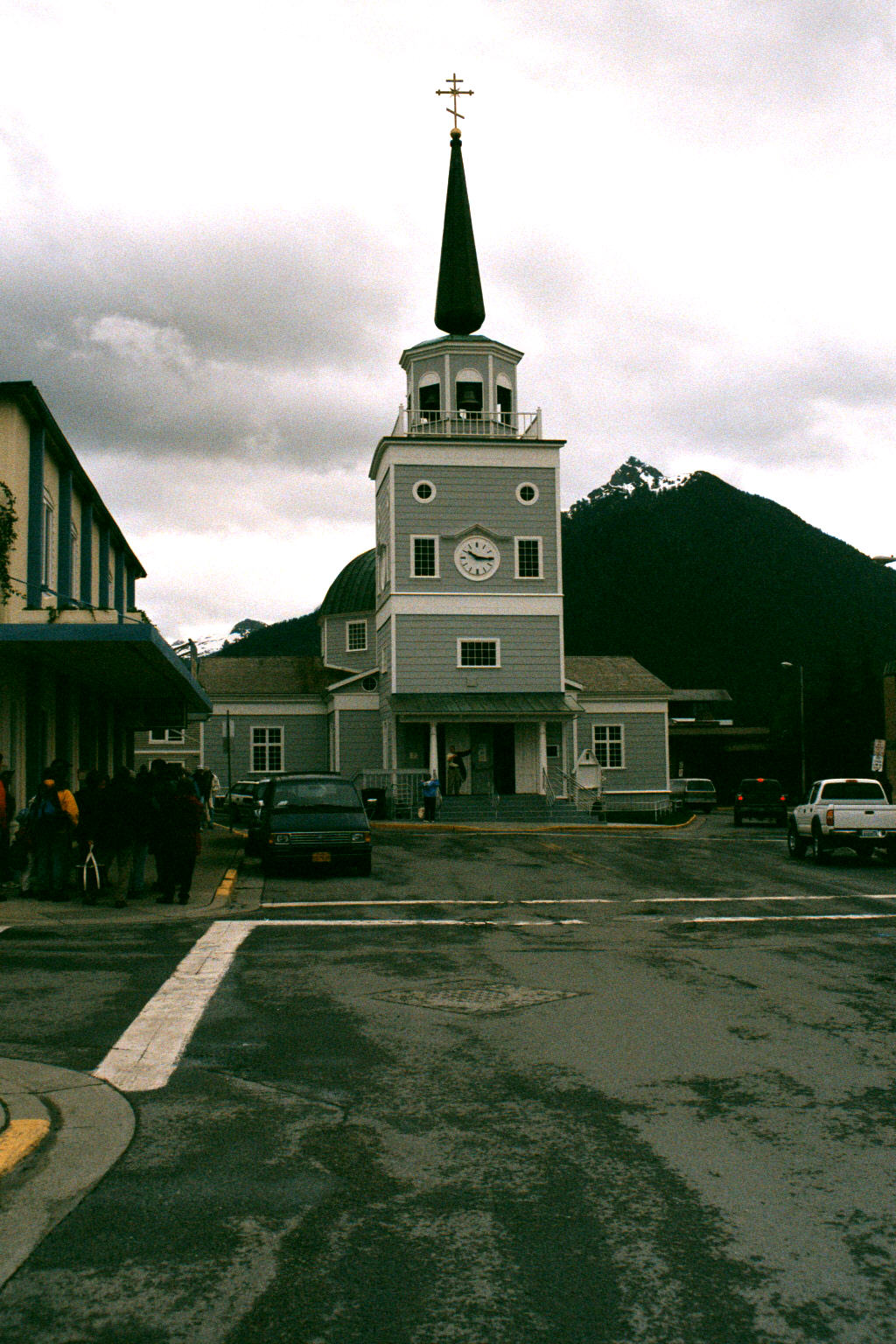
2002年撮影
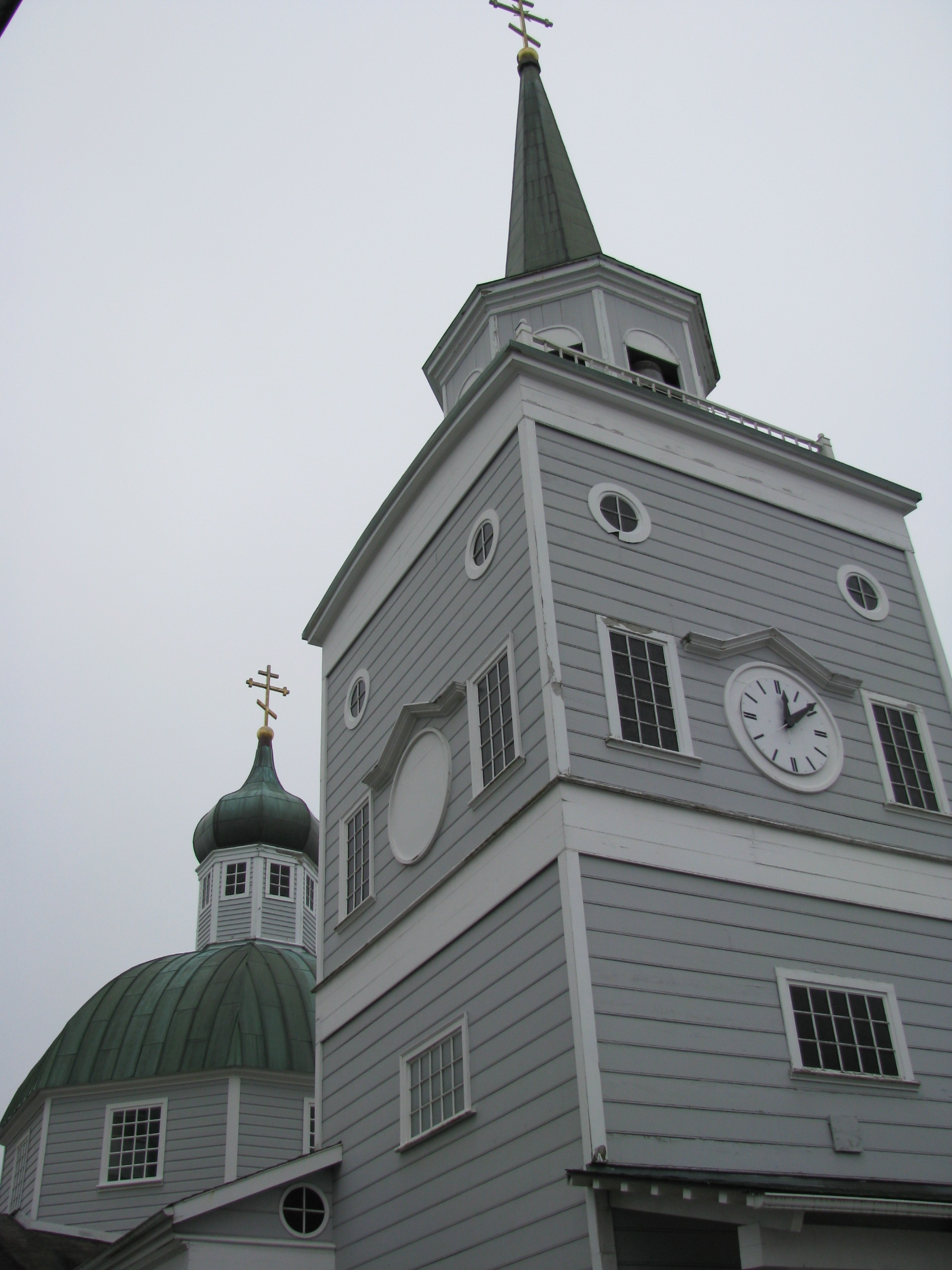
2008年7月撮影、屋根の上には八端十字架。